# حسین شفیعی‌پور کرمانی
حسین شفیعی پور کرمانی  از سیاستمداران ایرانی بود، که در دوره بیست و یکم به‌عنوان نماینده رفسنجان در مجلس شورای ملی حضور داشت.